# ولوين جاردن سيتي
ولوين جاردن سيتي (بالإنجليزية: Welwyn Garden City)‏ هي مدينة تقع في هارتفوردشير، إنجلترا، على بعد 20 ميلاً (32 كم) شمال لندن.